# Kansas City (Kansas)
Kansas City (spesso abbreviata in "KCK" per distinguerla dall'omonima città nel Missouri) è un comune (city) degli Stati Uniti d'America e capoluogo della contea di Wyandotte nello Stato del Kansas. La popolazione era di 152 958 persone al censimento del 2018, il che la rende la terza città più popolosa dello stato e la centosessantottesima città più popolosa del Paese.
Non va confusa con l'altra omonima Kansas City che si trova in Missouri al di là del confine statale, con la quale contribuisce comunque a formare un'unica area metropolitana.

## Geografia fisica
Secondo lo United States Census Bureau, ha un'area totale di 128,38 miglia quadrate (332,50 km²).

## Storia
La città fu costituita nell'ottobre 1872. Le prime elezioni cittadine si tennero il 22 ottobre dello stesso anno, per ordine del giudice Hiram Stevens del Decimo Distretto Giudiziario, e fu eletto sindaco James Boyle. I sindaci della città dopo di lui furono C. A. Eidemiller, A. S. Orbison, Eli Teed e Samuel McConnell. Nel giugno 1880 il governatore del Kansas proclamò la città di Kansas City come una città di seconda classe; all'epoca il sindaco era McConnell.
Nel marzo 1886 si formò la "nuova" Kansas City attraverso la fusione di cinque città: la "vecchia" Kansas City, Armstrong, Armourdale, Riverview, e Wyandotte. La più antica città del gruppo era Wyandotte, fondata nel 1857 da nativi americani Wyandot e missionari metodisti.

## Società

### Evoluzione demografica
Secondo il censimento del 2018 vi abitavano 152 958 persone.

### Etnie e minoranze straniere
Secondo il censimento del 2010 la composizione etnica della città era al 52,2% di bianchi, 26,8% di afroamericani, 0,8% di nativi americani, 2,7% di asiatici, 0,1% di oceaniani, 13,6% di altre etnie, e 3,8% di due o più etnie. Ispanici o latinos di qualunque etnia erano il 27,8% della popolazione.

## Sport
Kansas City è rappresentata da due formazioni delle principali leghe professionistiche statunitensi:
- Lo Sporting Kansas City (MLS - calcio) giocano al Children's Mercy Park
- Il FC Kansas City (NWSL - calcio femminile) giocano al Swope Soccer Village

I Kansas City Royals di baseball e i Kansas City Chiefs di football americano non hanno sede presso la Kansas City che si trova in Kansas, bensì presso la Kansas City situata oltre il confine di stato, in Missouri.